# 今日も生きたね
「今日も生きたね」（きょうもいきたね）は、THE NOVEMBERSのシングル。2014年5月14日にMERZより発売された。

## 概要
前作「(Two) into holy」より約3年ぶり、UKプロジェクトより独立してから初のシングル。ひとつのパッケージに同内容のディスクが2枚おさめられた「シェアCD」仕様となっており、シェア用ディスクにも歌詞カードと紙ジャケットが封入され、盤面には宛名と贈り主を記入することができる。

## 収録曲
1. 今日も生きたね
  - 作詞・作曲：小林祐介
2. ブルックリン最終出口
  - 作詞：小林祐介 作曲：THE NOVEMBERS

全編曲：THE NOVEMBERS & Junya Iwata